# (5301) Novobranets
(5301) Novobranets (1974 SD3) – planetoida z pasa głównego asteroid okrążająca Słońce w ciągu 6,18 lat w średniej odległości 3,37 j.a. Odkryta 20 września 1974 roku.